# ماریا منونوس
ماریا منونوس (انگلیسی: Maria Menounos؛ زادهٔ ۸ ژوئن ۱۹۷۸) یک هنرپیشه، مجری تلویزیون، و روزنامه‌نگار اهل ایالات متحده آمریکا است.
از فیلم‌ها یا برنامه‌های تلویزیونی که وی در آن نقش داشته است می‌توان به چهار شگفت‌انگیز، تندر استوایی اشاره کرد.